# باکونی‌شارکانی
باکونی‌شارکانی (به مجاری: Bakonysárkány) یک شهرداری در مجارستان است که در ناحیه کیشبر واقع شده‌است. باکونی‌شارکانی ۱۴٫۱۳ کیلومتر مربع مساحت و ۹۷۷ نفر جمعیت دارد.